# 稲荷山公園古墳群
稲荷山公園古墳群（いなりやまこうえんこふんぐん）は埼玉県狭山市稲荷山1丁目にある狭山稲荷山公園の中にある小古墳群である。

## 発見
この古墳群は戦後の米軍ジョンソン基地（現・航空自衛隊入間基地）が当公園内に建設した将校用住宅を1977年に取り壊した際に古墳時代の直刀が発見され、市による調査の結果、古墳群の存在が明らかになった。

## 概要
北面に入間川を臨む見晴らしの良い台地上にあり、確認されている古墳は6基。築造年代は6世紀後半から7世紀前半頃と推定される。

## 特徴
内部構造や埋葬品に関する資料は乏しいが、他地域に類例の少ない地下式で天井部を石材でなく丸太で構築した石室の形式から、同じ形状の石室を有する同市内の上広瀬古墳群と同時期の築造と見られる。

## 交通
- 西武池袋線 稲荷山公園駅から徒歩10分